# Promjer cilindra
Promjer (dijametar) cilindra je jedna od osnovnih veličina motora. Označava se s velikim slovom D, da bi ga razlikovali od promjera klipa koji je nešto manji, da bi se klip mogao slobodno gibati u cilindru. Promjer cilindra govori o stvarnoj veličini motora, a iz njega možemo dobiti površinu provrta jednostavnom formulom ta izračunavanje površine kruga. Ta površina je osnova za izračunavanje volumena unutar cilindra.
{\displaystyle A_{k}={\frac {D^{2}\times \pi }{4}}}